# Rhododendron rubellum
Rhododendron rubellum är en ljungväxtart som beskrevs av Herman Otto Sleumer. Rhododendron rubellum ingår i släktet rododendron, och familjen ljungväxter. Inga underarter finns listade i Catalogue of Life.